# ADN-ligase
En biologie moléculaire, les ADN-ligases  (EC 6.5.1.1) sont des enzymes de la classe des ligases qui catalysent la formation d'une liaison phosphodiester entre deux segments d'ADN. Les ADN ligases interviennent dans plusieurs processus cellulaires essentiels du métabolisme de l'ADN : dans la réplication de l'ADN, pour la suture des fragments d'Okazaki et dans la réparation de l'ADN et dans la recombinaison homologue.
L'ADN-ligase permet de former une liaison entre le groupement 5'-phosphate d'un segment d'ADN et le groupement 3'-OH du segment précédent sur le même brin. En général, ces deux segments sont associés au brin d'ADN complémentaire qui sert de matrice pour la suture des brins. Certaines ADN ligases (ADN ligase IV) sont capables de faire de la suture d'ADN présentant des cassures double-brin.
La formation de la liaison phosphodiester nécessite un cofacteur, en général l'ATP (parfois le NAD+) qui est hydrolysé en AMP (ou NMN) lors de la réaction.
Les ADN-ligases sont des enzymes qui jouent un rôle essentiel en biologie moléculaire et en génie génétique, comme l'un des outils majeurs de production d'ADN recombinant. L'ADN-ligase permet en particulier de suturer les fragments d'ADN produits par des enzymes de restriction.

Suture par l'ADN ligase d'extrémités générées par une enzyme de restriction

## Mécanisme
Les ADN ligases catalysent la suture de deux brins d'ADN en trois étapes successives de transfert de nucléotide, avec deux intermédiaires covalents. Tout d'abord, l'ATP (ou le NAD+) réagit avec une lysine du site actif de l'enzyme, avec transfert d'un groupement adénylate sur le groupement NH2 de la lysine :
(i) Appp + NH2-ligase → Ap-NH-ligase + PPi
L'adénylate est ensuite transféré par l'enzyme sur le groupement 5'-phosphate du segment d'ADN à suturer. On a un deuxième intermédiaire covalent, ADN-adénylate :
(ii) Ap-NH-ligase  + 5'p-ADN → App-ADN + ligase-NH2
Le 3'-OH de l'autre segment d'ADN attaque ensuite la liaison phosphoanhydride entre l'AMP et le groupement 5' phosphate :
(iii) ADN-OH3' + AppADN → ADN-p-ADN + AMP

## Fonctions cellulaires
Des ADN-ligases interviennent dans un grand nombre de mécanismes biologiques, souvent à la dernière étape de processus impliquant une synthèse d'ADN. Les ADN polymérases qui synthétisent l'ADN peuvent allonger un brin, mais sont incapables de relier des segments entre eux par une liaison phosphodiester, cette étape nécessitant l'action d'une ligase. De nombreux processus cellulaires font intervenir la synthèse d'un brin d'ADN :
- La réplication. Sur le brin lent (lagging strand), la synthèse est discontinue et passe par la production de fragments d'Okazaki qui doivent être suturés les uns aux autres pour faire un brin d'ADN continu.
- La réparation par excision de base et la réparation par excision de nucléotides. Ces deux mécanismes passent par l'excision de la région d'ADN endommagé qui est ensuite synthétisé à nouveau par une ADN polymérase. L'ADN ligase suture l'ADN nouveau avec la partie intacte de l'ADN préexistant.
- La recombinaison. Lors du processus de recombinaison, il se produit un échange de brin entre deux duplexes d'ADN qui aboutit à la formation d'une jonction de Holliday. La coupure de cette jonction par une résolvase nécessite ensuite une suture des brins pour reformer deux duplexes séparés.
- La réparation des cassures double-brin par jonction d'extrémités non homologues (non-homologous end-joining) implique l'action d'une ADN ligase spécifique, capable de ligaturer des extrémités d'ADN double brin. Cette ligase intervient aussi dans le processus de la recombinaison V(D)J qui permet la formation du répertoire d'anticorps.